# دایی‌لار (خیزان)
دایی‌لار (به ترکی استانبولی: Dayılar) یک منطقهٔ مسکونی در ترکیه است که در خیزان واقع شده‌است. دایی‌لار ۳۰۵ نفر جمعیت دارد.